# Wanja Lasarowa

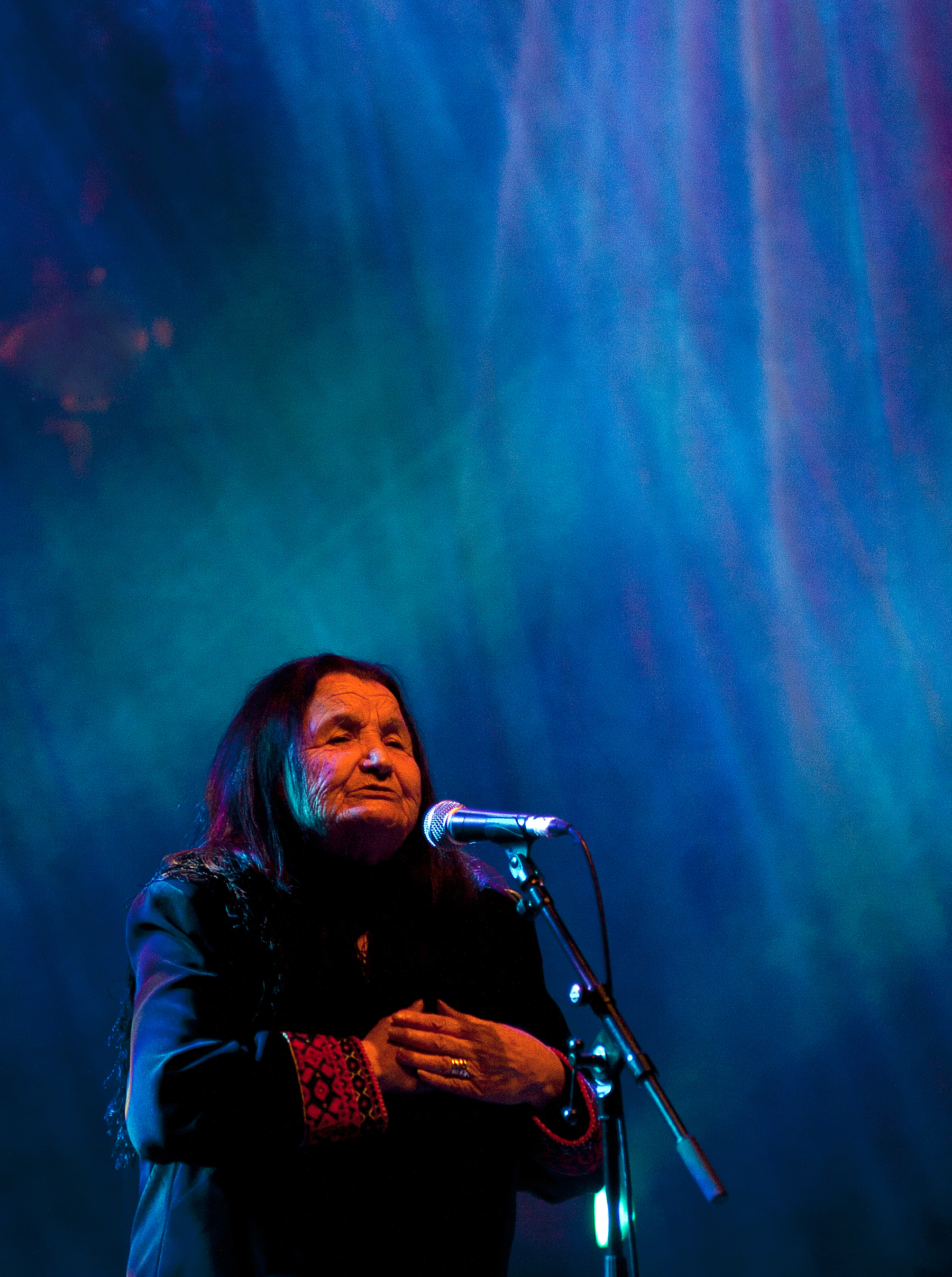
Wanja Lasarowa, 2010

Wanja Lasarowa (mazedonisch Вања Лазарова; Vanja Lazarova; * 27. April 1930 in Stracin, Königreich Jugoslawien; † 12. März 2017 in Skopje) war eine mazedonische Volksmusiksängerin.

## Leben
Lasarowa war Mitglied im Opernensemble des Mazedonischen Nationaltheaters und des Nationalen Volksmusikensembles Tanez. Sie wurde als Interpretin von mehreren hundert mazedonischen Volksliedern (berühmt darunter „Со маки сум се родила“ – Ich wurde mit Schmerzen geboren) bekannt und galt als Doyenne der mazedonischen Volksmusik. Sie trat auch international auf und sang u. a. in der Royal Albert Hall vor der britischen Königin Elisabeth II. und Premierminister Winston Churchill. Als erste mazedonische Sängerin nahm sie Platten bei den Labels Philips und Polygram auf.
Mit der Band  Anastasia wirkte Lasarowa am Soundtrack von Milčo Mančevskis Film Vor dem Regen (Пред дождот) mit, der beim Filmfestival Venedig 1994 mit dem Goldenen Löwen ausgezeichnet wurde und für den Oscar als bester fremdsprachiger Film nominiert war, wobei Mančevski sagte, dass die Musik ein essenzielles Element dieses Films sei.
Im Alter lebte Lasarowa von einer geringen Rente in einem privaten Pflegeheim. 2014 drehte der Journalist Ognen Janeski eine Reportage über sie, die er auch über Facebook verbreitete. Die Aktion fand breite Unterstützung, woraufhin der mazedonische Kulturminister sie in dem Pflegeheim aufsuchte und bei einer Pressekonferenz mitteilte, das Lazarova mit dem Staatspreis 11. Oktober (11 Октомври) ausgezeichnet würde und sie die damit verbundene Pension als Nationalkünstlerin erhielte. Sinischa Ewtimow drehte über sie einen Dokumentarfilm unter dem Titel ihres bekanntesten Liedes: Vanja: Ich wurde mit Schmerzen geboren (Вања: Со маки сум се родила).